# Українці Північної Македонії
Українці Північної Македонії — одна з національних меншин на території Північної Македонії, яка сформувалась в цій країні під впливом історико-політичних причин. Більшість українців в Македонії — нащадки емігрантів з минулих Російської та Австро-Угорської імперій, біженці на Балкани в результаті громадянської війни 1917—1922 рр., двох світових війн, сталінських репресій.
За результатами перепису населення 2002 року в Македонії мешкало більше 100 етнічних українців, проте реальна кількість значно більша, ніж у цих даних, оскільки не всі з них ідентифікували себе як українці під час державних переписів населення в соціалістичній Югославії а потім і Македонії. Місцями компактного проживання етнічних українців у Македонії є її столиця — м. Скоп'є, а також міста Битола, Охрид, Ресен, Делчево.

## Забезпечення мовних, культурних та інших прав української діаспори
У Македонії офіційно зареєстровані дві українські організації:
1. Спільнота македонсько-української дружби і співпраці, зареєстрована 22.11.1994 року.
2. Спільнота українців в Республіці Македонія ім. Лесі Українки, офіційно зареєстрована 26.03.2004 р.

Більшість членів Спільноти македонсько-української дружби і співпраці — македонці, відомі діячі науки, культури і мистецтв, журналісти, представники ділових кіл і тому подібне.
На регулярній основі проводяться літературно-художні заходи, на честь дня народження Тараса Шевченка, пам'ятні заходи до річниці Чорнобильської трагедії, виставки українського мистецтва, виставкового мистецтва і книжкових видань в Центральному музеї міста Скоп'є, презентації спільних експозицій витворів українських і македонських художників в столичному культурно-інформаційному центрі, святкування Дня Незалежності України, а також проведення виставок українського народного мистецтва в навчальних закладах м. Скоп'є.
В наш час[коли?] керівником Спільноти українців в Республіці Македонія ім. Лесі Українки є Іван Сидоренко, а заступником Володимир Андрейченко і Віра Черний-Мешкова. Членами спільноти є близько 60 македонських громадян з числа етнічних українців.
Метою діяльності організації є підтримка зв'язків з історичною батьківщиною — Україною, збереження культурного наслідування і співпраця в ознайомленні македонської спільноти з українською культурою.

## Вшанування пам'яті Т.Г.Шевченка в Македонії
20 травня 2009 року в столиці Республіки Македонія був урочисто відкритий пам'ятник Тарасові Шевченку, який був встановлений в центральному парку міста Скоп'є, розташованому навпроти національного парламенту республіки.
Бюст зробив відомий македонський скульптор, академік Том Серафімовський, представник академічної школи відомого хорватського скульптора Івана Мештровича.
Посол України в Республіці Македонія відзначив, що:
|  | Це ініціатива державних структур нашої країни, громадських організацій і тих, хто пропонує розвиток добрих україно-македонських відносин. Пам’ятник Тарасу Шевченку стане центром об’єднання української спільноти в Македонії. |